# Homosexualität in Schweden

Schweden

Bei Fragen zur Homosexualität in Schweden gilt das Land als einer der liberalsten Staaten in Europa und auf der Welt. Die Zivilehe ist in Schweden seit 1. Mai 2009 für homosexuelle Paare zugänglich, rechtliche Unterschiede bestehen nicht.

## Legalität
Homosexualität wurde 1944 legalisiert. 1987 wurde ein Gesetz gegen Sex in Saunen beschlossen, um die Ausbreitung von HIV zu verhindern, dies wurde aber 2004 wieder außer Kraft gesetzt. Homosexuelle werden nicht vom Militärdienst ausgeschlossen.

## Antidiskriminierungsgesetze
Die schwedische Verfassung verbietet jegliche Diskriminierung aufgrund der sexuellen Veranlagung. Seit 1987 ist die Diskriminierung von Schwulen und Lesben als Straftat im Strafgesetzbuch gelistet.
Der „Schwedische Bürgerbeauftragte (Ombudsmann) gegen Diskriminierung aufgrund der sexuellen Veranlagung“ (Ombudsmannen mot diskriminering på grund av sexuell läggning), kurz HomO genannt, wurde 1999 von der Regierung eingesetzt, um Beschwerden von einzelnen Bürgern entgegenzunehmen.
Der Begriff HomO wird für das zuständige Amt und für dessen Vorsitzenden, derzeit Hans Ytterberg, verwendet. Die HomO-Behörde untersucht die von Einzelnen beklagten Missstände und erfasst Sammelklagen. Ein Beispiel ist die erfolgreiche Klage gegen einen Stockholmer Restaurantbesitzer, der ein lesbisches Paar schikanierte.
Die HomO-Behörde handelt auch aus eigener Initiative und wird auch als beratende Instanz für das Parlament aktiv. Der schwedische Landesverband für Rechte von Lesben, Schwulen, Bisexuellen und Transgender (Riksförbundet för sexuellt likaberättigande) wurde bereits 1950 gegründet.
Ein weltweit Aufsehen erregender Fall der Anwendung des Gesetzes war die erstinstanzliche Verurteilung des pfingstlerischen Pastors Åke Green zu einer Freiheitsstrafe von einem Monat, nachdem er in einer von homophoben Stereotypen geprägten Predigt im Juli 2003 Homosexualität u. a. als „Krebsgeschwür am Gesellschaftskörper“ bezeichnet hatte. In zweiter Instanz (Göta hovrätt) wurde Green 2005 freigesprochen, da das Gericht die Ansicht vertrat, dass die in der Predigt getätigten Aussagen durch das Recht auf freie Meinungsäußerung abgedeckt seien und dass jenes Recht als bedeutender als das Antidiskriminierungsgesetz zu bewerten sei, das Urteil wurde vom Obersten Gerichtshof Schwedens bestätigt.

## Anerkennung gleichgeschlechtlicher Partnerschaften
Schon seit 1995 war es für gleichgeschlechtliche Paare möglich, ihre Partnerschaft anerkennen zu lassen. Seit 2002 ist diesen Paaren die Adoption von schwedischen und ausländischen Kindern ermöglicht. Das Gesetz ist das Ergebnis einer 18-monatigen Studie, die zeigte, dass homosexuelle Paare genau wie heterosexuelle fähig sind, für Kinder zu sorgen und sie zu erziehen.
2005 ist die künstliche Befruchtung für lesbische Paare erlaubt worden.

### Gleichgeschlechtliche Ehe
Die vorherige sozialdemokratische Regierung berief eine Kommission, die Durchsetzbarkeit der gleichgeschlechtlichen Ehe zu untersuchen. 2007 sollte dann der Reichstag („Riksdag“) über eine Änderung der Ehebestimmungen abstimmen.
Die Parteien des Reichstages und deren Meinung über die gleichgeschlechtliche Ehe sind unten gelistet nach Größe im Parlament.
| Partei                    | Gleichgeschlechtliche Ehe          |
| ------------------------- | ---------------------------------- |
| Sozialdemokraten          | Ja                                 |
| Gemäßigte Sammlungspartei | Ja (Parteibeschluss, Oktober 2007) |
| Zentrumspartei            | Ja                                 |
| Liberale Volkspartei      | Ja                                 |
| Christdemokraten          | Nein                               |
| Linkspartei               | Ja                                 |
| Umweltpartei – Die Grünen | Ja                                 |

Die schwedische Regierung besteht aus der Gemäßigten Sammlungspartei, der Zentrumspartei, der Volkspartei und den Christdemokraten. Der schwedische Premierminister, Fredrik Reinfeldt (Sammlungspartei), sagte, dass seine Partei sich noch nicht in diesem Punkt entschieden hätte. Jedoch stimmte er schon für das Adoptionsrecht Homosexueller gegen den Willen der Partei 2002. Wenn die Regierung sich nicht auf ein Gesetz einigen kann, kann der Reichstag ein solches durchbringen, um die Ehe für Homosexuelle zu öffnen. Dies geschah schon 1994, als es um die eingetragene Partnerschaft ging.
Im Oktober 2008 gab der schwedische Ministerpräsident Fredrik Reinfeldt bekannt, dass die gleichgeschlechtliche Ehe im Mai 2009 zugelassen werden soll. Am 21. Januar 2009 legte die schwedische Regierung den Gesetzentwurf vor, der bis 1. Mai 2009 in Kraft treten sollte. Am 1. April 2009 stimmte das Parlament dem Gesetz mit 261 zu 22 Stimmen zu. Es trat am 1. Mai 2009 in Kraft.

#### Zustimmung durch die Schwedische Kirche
Am 22. Oktober 2009 hat die Ratsversammlung der Schwedischen Kirche entschieden, dass der Begriff der Ehe auch im kirchlichen Kontext auf gleichgeschlechtliche Vermählungen angewendet werden soll und dass Eheschließungen homosexueller Paare durch die Schwedische Kirche ab dem 1. November 2009 möglich sind. Mit dem Entschluss wird jede Kirchgemeinde innerhalb der Schwedischen Kirche verpflichtet, Ehen zwischen zwei Personen unabhängig von deren Geschlecht zu schließen, sofern kein Ehehindernisgrund vorliegt. Diese Verpflichtung trifft jedoch nicht die einzelne Pfarrerin respektive den einzelnen Pfarrer; sondern lediglich die entsprechende Kirchgemeinde.
Bereits im Jahr 2007 hat sich die Ratsversammlung für die Öffnung der Ehe ausgesprochen, damals jedoch unter der Einschränkung, dass der Begriff „Ehe“ („Äktenskap“) ausschließlich Verbindungen zwischen Mann und Frau vorbehalten bleibt. Die evangelisch-lutherische Schwedische Kirche, der 80 Prozent der Bevölkerung angehören, war bis Ende 1999 eine Staatskirche.

## Gesellschaftliche Situation

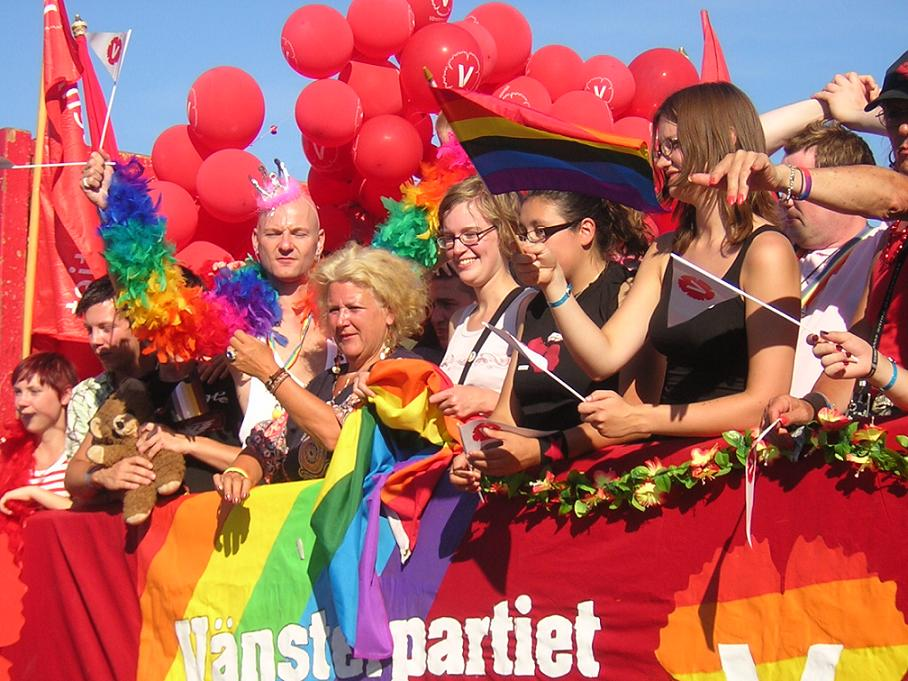
Gay Pride in Schweden

Eine Eurobarometer-Umfrage in allen Mitgliedstaaten der Europäischen Union vom Dezember 2006 zeigte, dass Schweden nach den Niederlanden das aufgeschlossenste Land der Europäischen Union gegenüber den Rechten von Schwulen und Lesben ist. 71 Prozent der Schweden befürworten die gleichgeschlechtliche Ehe, 51 Prozent denken, dass diese auch die Möglichkeit der Adoption haben sollte. Bereits seit 1950 gibt es die LGBT-Bürgerrechtsorganisation Riksförbundet för homosexuellas, bisexuellas och transpersoners rättigheter.